# برونلو بووو
برونلو بووو (ایتالیایی: Brunella Bovo; ۴ مارس ۱۹۳۲ – ۲۱ فوریهٔ ۲۰۱۷) هنرپیشه اهل ایتالیا بود.
از فیلم‌ها یا برنامه‌های تلویزیونی که وی در آن نقش داشته‌است می‌توان به شیخ سفید و معجزه در میلان اشاره کرد.

## نگارخانه

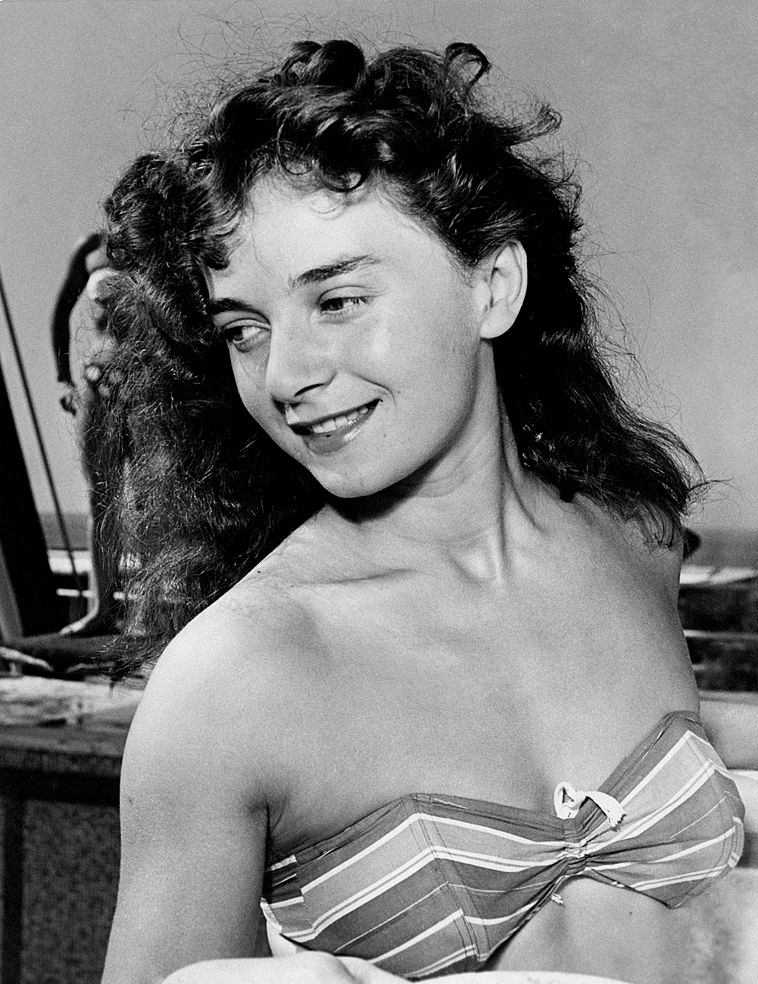
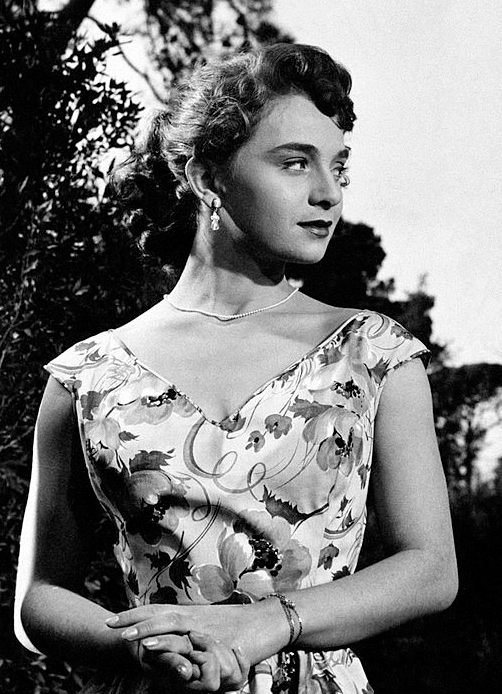
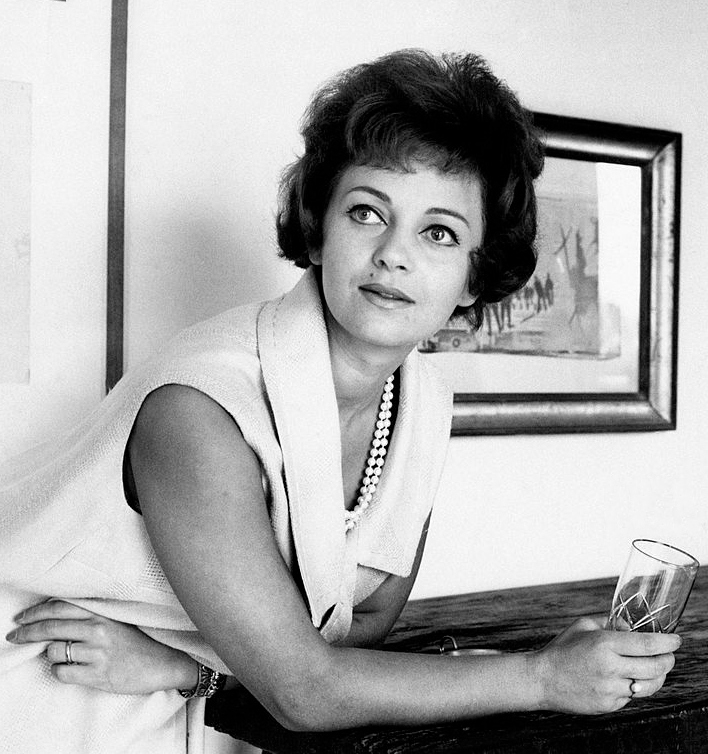